# Штадлобер, Тереза
Тереза Штадлобер (нем. Teresa Stadlober; род. 1 февраля 1993, Шладминг, Штирия) — австрийская лыжница, бронзовый призёр Олимпийских игр 2022 года в скиатлоне, участница Олимпийских игр 2014, 2018 и 2022 годов, чемпионка мира среди юниоров. Первая в истории австрийских женских лыжных гонок призёр Олимпийских игр.
Дочь чемпиона мира по лыжным гонкам 1999 года Алоиса Штадлобера и призёра чемпионата мира по горнолыжному спорту 1987 года Росвиты Штайнер.
В Кубке мира Штадлобер дебютировала 1 декабря 2013 года, свои первые очки в зачёт Кубка мира завоевала заняв 27-е место в общем зачёте Тур де Ски.
На Олимпийских играх 2014 года в Сочи, приняла участие в четырёх гонках: скиатлон — 37-е место, эстафета — 13-е место, командный спринт — 9-е место и масс-старт на 30 км — 20-е место.
За свою карьеру участвовала в одном чемпионате мира, на чемпионате мира 2013 года её лучшим результатом в личной гонке стало 26-е место в гонке на 10 км свободным стилем. На юниорском чемпионате мира 2013 года, стала чемпионкой в скиатлоне и вице-чемпионкой в гонке на 5 км свободным стилем. На молодёжном чемпионате мира 2014 года завоевала бронзу в скиатлоне.
На зимних Олимпийских играх 2022 года в Пекине на дистанции скиатлона завоевала бронзовую медаль, финишировав с отставанием от победительницы Терезы Йохауг 30,5 сек. 
Использует лыжи производства фирмы Fischer.

## Результаты на крупнейших соревнованиях

### Зимние Олимпийские игры
| Олимпийские игры | Спринт | Командный спринт | 10 км | 7,5+7,5 км | 30 км | Эстафета |
| ---------------- | ------ | ---------------- | ----- | ---------- | ----- | -------- |
| 2014 Сочи        | —      | 8                | —     | 36         | 20    | 12       |
| 2018 Пхёнчхан    | —      | 14               | 9     | 7          | 9     | —        |
| 2022 Пекин       | —      | —                | 10    | 3          | —     | —        |

### Чемпионаты мира по лыжным видам спорта
| Чемпионат мира      | Спринт | Командный спринт | 10 км | 7,5+7,5 км | 30 км | Эстафета |
| ------------------- | ------ | ---------------- | ----- | ---------- | ----- | -------- |
| 2013 Валь-ди-Фьемме | —      | —                | 26    | 29         | —     | 11       |
| 2015 Фалун          | —      | —                | 25    | 21         | 13    | —        |
| 2017 Лахти          | —      | —                | 12    | 6          | 8     | —        |
| 2019 Зефельд        | —      | —                | 8     | ——         | 8     | —        |
| 2021 Оберстдорф     | —      | —                | 9     | 4          | 5     | —        |